# Escorxador (Girona)
L'Escorxador era una obra de Girona inclosa a l'Inventari del Patrimoni Arquitectònic de Catalunya.

## Descripció
És un conjunt de pavellons desenvolupats en una banda de l'illa limitada pels carrer Font Clara, Ramon Folch, Carnicer i Vicenç Vives. L'edifici central té dues plantes i és de secció rectangular. A la part posterior hi ha la nau. Hi ha el pavelló lateral a cada banda d'una sola planta i coberta de dues vessants. Les façanes són arrebossades i pintades, el cos central imita la pedra i alguns trams són d'obra vista.

## Història
Originàriament havia estat l'escorxador municipal. El pavelló lateral esquerra havia estat ocupat fins fa pocs anys pel cos de Bombers. El pavelló lateral dret era ocupat per la central lletera municipal fins fa dos anys. Actualment s'utilitza el pati per dipòsit municipal de cotxes.